# Juri Pawlowitsch Annenkow
Juri Pawlowitsch Annenkow (russisch Юрий Павлович Анненков; auch: Georges Annenkov;  wiss. Transliteration Jurij Pavlovič Annenkov; * 11.jul. / 23. Juli 1889greg. in Petropawlowsk, heute Kasachstan; † 12. Juli 1974 in Paris) war ein russischer Künstler, der für seine Buchillustrationen und Porträts bekannt geworden ist. Er arbeitete auch als Bühnenbildner und Designer für Film und Theater.

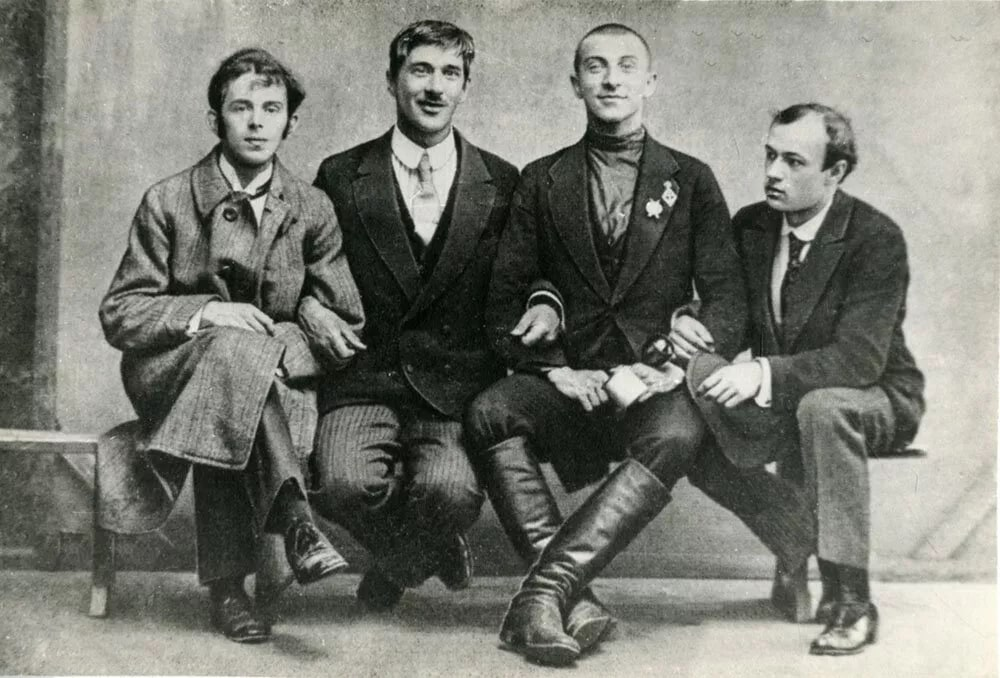
(von links) O. Mandelstam, K. Tschukowski, B. Liwschiz, Ju. Annenkow (1914)

## Leben
Juri Annenkow entstammte einer in Russland wohlbekannten Familie. Unter seinen Vorfahren war Pawel Annenkow, der Verleger Puschkins. Sein Vater war in umstürzlerische Aktivitäten verwickelt, weshalb die Familie nach Sibirien verbannt wurde. 1892 konnte sie nach Sankt Petersburg zurückkehren.
1908 begann Annenkow sein Studium an der Petersburger Universität und besuchte gemeinsam mit Marc Chagall den Unterricht im Atelier Saweli Seidenbergs. Ab 1909 lernte Annenkow bei Jan Ciągliński (russ. Jan Franzewitsch Zjonglinski). Zwischen 1909 und 1911 besuchte er die Zentralfachschule für Technisches Zeichen des Baron Stieglitz.
Auf Anraten Ciąglińskis fährt Annenkow 1911 nach Paris, wo er in den Ateliers von Maurice Denis und Félix Vallotton arbeitet. Nach seiner Rückkehr nach St. Petersburg wirkt Annenkow an Zeitschriften wie Satyrikon, Teatr i Iskusstwo („Theater und Kunst“) und Otetschestwo („Vaterland“) mit und ist für verschiedene Theater tätig.
Annenkow war Mitglied der Bühnenbildnergewerkschaft (1917), der Kunstvereinigung Welt der Kunst (1922) und der Tafelmalergesellschaft (1925).
Maxim Gorkis Märchenbuch Samowar, das 1917 herauskam, war das erste Buch, für das Annenkow als Illustrator arbeitete. Größere Bekanntheit für diesen Teil seines Schaffens erlangte er ein Jahr später mit seiner Illustration zu Alexander Bloks Poem Die Zwölf, von dem in einem Jahr drei Auflagen erschienen. In den folgenden Jahren arbeitete Annenkow an Veröffentlichungen verschiedener Petrograder Autoren (z. B. Michail Kusmin und Alexei Remisow). 1919 brachte Annenkow eine Komödie Tolstois zur Aufführung, zu der er das Bühnenbild entwarf.
Annenkow arbeitete auch für politische Massenveranstaltungen im Auftrag der Sowjetregierung, so etwa auf dem Petrograder Schlossplatz aus Anlass des zweiten Jahrestages der Oktoberrevolution. In den Jahren 1919 und 1920 schuf er, beeinflusst von der Dada-Bewegung, eine Serie von abstrakten Skulpturenensembles.
1922 veröffentlichte er einen Porträtband mit 80 Bildern der bedeutendsten Persönlichkeiten der sowjetischen Kunst aus den Jahren 1906-1921, darunter Maxim Gorki, Jewgeni Samjatin, Alexei Remisow, Fjodor Sologub, Alexander Blok und Anna Achmatowa. Das Buch enthielt auch Essays von Jewgeni Samjatin und Michail Kusmin. Annenkow gehörte der Künstlervereinigung Mir Iskusstwa an. Die Erste Russische Kunstausstellung Berlin 1922 zeigte sein Gemälde Wald und seine Zeichnung Lesender Mann.
Im Juli 1924 emigrierte er nach Deutschland.

## Werke (Auswahl)
- Porträt von A. N. Avdieva-Platt mit Rose, 1917[1]
- Porträt eines Mannes, um 1920[2]
- Dnevnik moich vstreč: Cikl tragedii. Red. Rene Gerra. Vagrius, Moskau 2005, ISBN 5-9697-0115-7.